# St. Nikolaus (Heilbad Heiligenstadt)

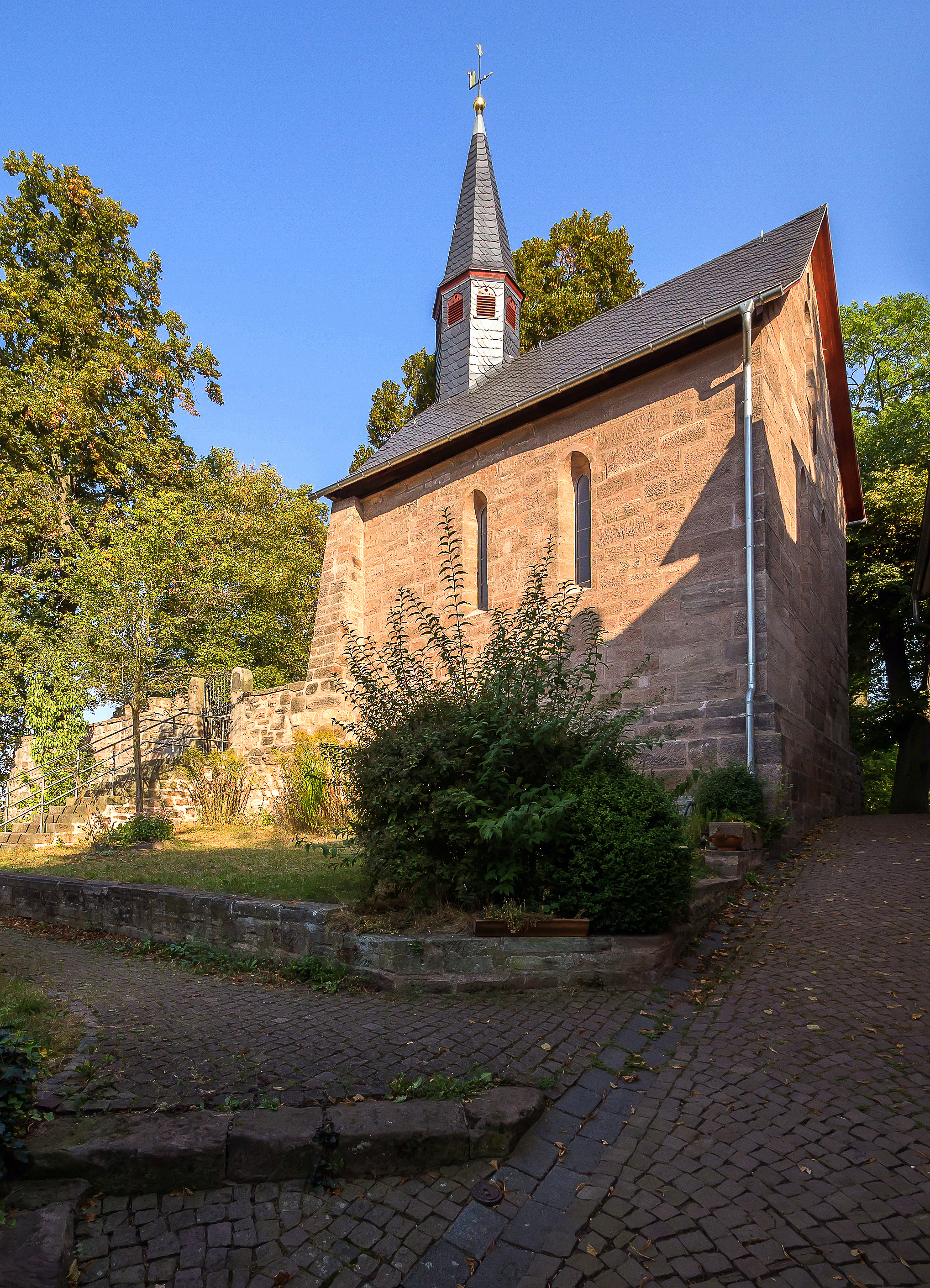
Klauskirche auf dem Klausberg

Die St.-Nikolaus-Kirche oder kurz Klauskirche ist eine Kirche in Heilbad Heiligenstadt in Thüringen. Sie befindet sich am östlichen Ende der historischen Altstadt auf dem Heimenstein, die Erhebung heißt heute Klausberg. 

## Geschichtliche Einordnung
Wann die erste Kirche an diesem Ort gebaut wurde, ist nicht genau bekannt. Einige Bauelemente der heutigen Kirche deuten auf eine Bauzeit in der zweiten Hälfte des 14. Jahrhunderts hin. Schriftliche Erwähnungen reichen in die Jahre 1461 und 1538 zurück. Inwieweit die hiesige Kirche mit den im 12. Jahrhundert erwähnten Nikolauskirchen in Eisenach und Göttingen in Verbindung stand, ist nicht eindeutig belegt.
Mit der Entwicklung des alten Könighofes am Stiftsberg, der Entstehung der Marktsiedlung und der weiteren Besiedlung in östliche Richtung mit der „niedersten Bauernschaft“ und „auf dem Heimenstein“ fand die Entwicklung der historischen Altstadt nördlich der Geislede im 12. Jahrhundert seinen Abschluss. Nach 1200 entstand südlich der Geislede die sogenannte Neustadt, Heiligenstadt wurde zur Stadt erhoben und wurde mit einem Graben und später mit einer Stadtmauer eingefasst. 
In diesem Zusammenhang wurde vermutlich auch die Klauskirche am äußersten Rand der Altstadt gebaut und in die Verteidigungsanlage integriert. Ob die Besiedlung der Altstadt und des Heimensteines mit dem Wüstfallen der Orte Altendorf und Huchelheim zusammenhängt, ist nicht genau bekannt. Bei der Ersterwähnung des Dorfes Huchelheim im Jahr 1318 ist es bereits als Wüstung erwähnt. Dicht neben der Klauskirche befand sich in der Stadtmauer das Huchelheimer Tor an einem alten Verbindungsweg, welches vermutlich von den ehemaligen Bewohnern des mittelalterlichen Dorfes Huchelheim genutzt wurde. Ende des 18. Jahrhunderts wurde das Tor mit einer Mauer verschlossen. Im Dreißigjährigen Krieg wurde das Gotteshaus zerstört und danach nicht wieder komplett aufgebaut.

## Kirchengebäude
Von der ursprünglichen Kirche existiert heute nur noch der überdachte Altarraum und Reste der Umfassungsmauer mit dem Westportal. Die Kirche hatte folgende Abmessungen: 13,50 m Länge und 9,10 m Breite. Der Altarraum ist heute vom Ruinenteil abgeschlossen und wird für verschiedene Anlässe noch genutzt.

## Heimensteiner Kirmes

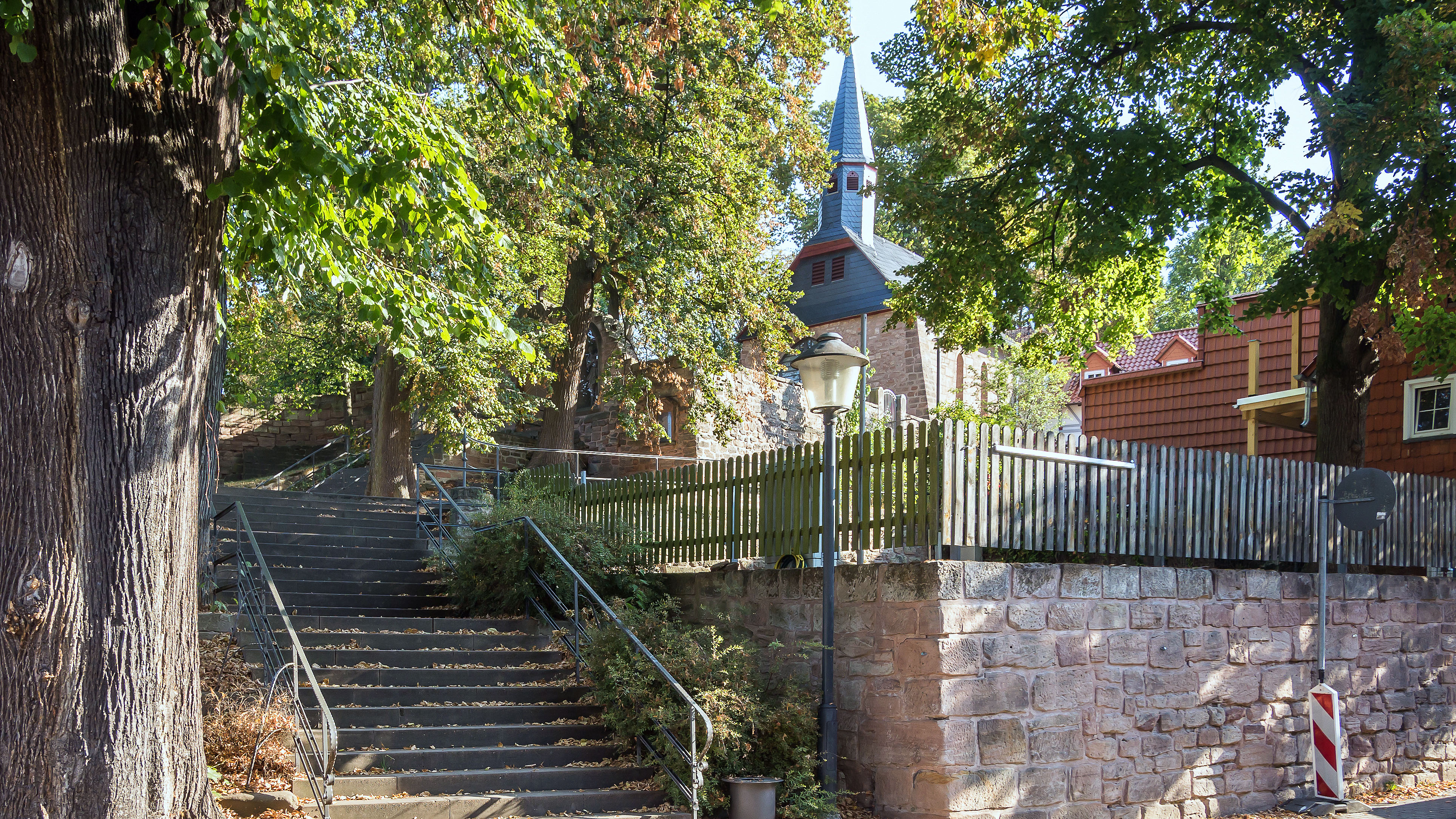
Ansicht des Klausberges mit Festplatz der Heimensteiner Kirmes

Am 2. Pfingstfeiertag beginnen die Feierlichkeiten der Heimensteiner Kirmes, die bis zu einer Woche andauern. Höhepunkt ist am Pfingstmontag eine Prozession von der Altstädter Marienkirche zur Klauskirche und anschließendem Gottesdienst und ab Mittag ein großer Umzug durch die Straßen der Altstadt. Gefeiert wird die Kirmes vermutlich seit 1363, über die Entstehung der Kirmes ranken sich verschiedene Sagen.